# Randy Jones (baseballista)
Randall Leo Jones (ur. 12 stycznia 1950) – amerykański baseballista, który występował na pozycji miotacza.
W czerwcu 1972 został wybrany w piątej rundzie draftu przez San Diego Padres, w którym zadebiutował 16 czerwca 1973 w meczu przeciwko New York Mets. W 1975 uzyskał najlepszy wskaźnik ERA w National League (2,24) i po raz pierwszy wystąpił w Meczu Gwiazd, zaś rok później zanotował najwięcej zwycięstw w MLB (22) i został wyróżniony spośród miotaczy otrzymując Cy Young Award. W grudniu 1980 w ramach wymiany zawodników przeszedł do New York Mets, w którym występował przez dwa sezony.
W 1997 numer 35, z którym występował w San Diego Padres, został zastrzeżony, zaś dwa lata później został uhonorowany członkostwem w San Diego Padres Hall of Fame.
| Nagroda/wyróżnienie          | Lata       | Źródło |
| 2× All-Star                  | 1975, 1976 | [ 1 ]  |
| NL Cy Young Award            | 1976       | [ 1 ]  |
| #35 zastrzeżony przez Padres | 1997       | [ 2 ]  |